# Herkules Poirot
Herkules Poirot, fr. Hercule Poirot [ɛʁkyl pwaʁo] – fikcyjna postać detektywa stworzona przez Agathę Christie. Pojawia się w ponad 30 jej książkach.
Poirot urodził się w Belgii, gdzie pracował jako oficer policji. Konkretna data urodzin nie jest znana. Po I wojnie światowej przeprowadził się do Anglii i rozpoczął drugą karierę, tym razem prywatnego detektywa. Charakterystyczne dla niego rysy postaci to niski wzrost, jajowata głowa, starannie pielęgnowane wąsy, ubiór dandysa, obsesja na punkcie porządku i symetrii, a także pogarda wobec klasycznych metod detektywistycznych. Poirot stawia raczej na psychologię zbrodni. Raz nawet założył się ze swoim przyjacielem Inspektorem Jappem, że może rozwiązać zagadkę, nie ruszając się z krzesła, a używając jedynie swoich „małych szarych komórek”. Podobnie jak wielu innych detektywów ze „złotego wieku” powieści kryminalnych jest stanu wolnego (jak np. panna Marple czy Sherlock Holmes).
W jednej z powieści okazuje się, że Herkules Poirot jest jedną z najbardziej wpływowych osób w Anglii (zna rodzinę panującą, premiera i arystokratów). Wiadomo również, że jest bardzo bogaty.
Śmierć bohatera opisana została w ostatniej książce z serii, Kurtyna, która, choć napisana znacznie wcześniej, wydana została dopiero na krótko przed śmiercią autorki. W gazecie New York Times w dniu 6 sierpnia 1975 ukazał się symboliczny nekrolog popularnego detektywa.

## Ważniejsze powieści
Po raz pierwszy pojawił się w powieści Tajemnicza historia w Styles w 1920, ale sławę zyskał dopiero po wydaniu Zabójstwa Rogera Ackroyda w 1926. Powieść ta, a zwłaszcza jej zakończenie, stanowi przełomowy moment w historii powieści kryminalnych. W ostatniej książce z Poirotem pt. Kurtyna, wydanej w 1975, Christie uśmierca stworzoną przez siebie postać. Sama przyznała, że miała go po prostu dość. Powieść ta została wydana rok przed śmiercią autorki, ale powstała wiele lat wcześniej. Christie już w czasie II wojny światowej pracowała nad ostatnią powieścią z Poirotem, która miała być efektownym pożegnaniem detektywa ze światem. Autorka nie podejrzewała, że będzie żyła jeszcze tak długo i napisze jeszcze wiele książek o belgijskim detektywie.

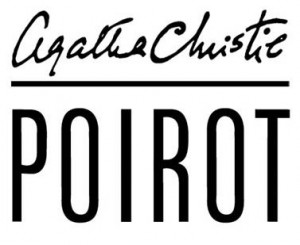
Logo serialu Poirot

Akcja większości powieści z Poirotem toczy się w Anglii. Od czasu do czasu wybiera się on na kontynent, by pomóc zaprzyjaźnionym policjantom lub przypadkiem pojawia się w miejscu, gdzie dokonano zbrodni.
Po sukcesie z 1926, najważniejsze powieści z udziałem Poirota ukazały się w latach 1932-1942. Takie tytuły jak Morderstwo w Orient Expressie (1934), A.B.C. (1936), Karty na stół (1936), Śmierć na Nilu (1937) czy Pięć małych świnek (1942) stały się popularne wśród czytelników oraz zyskały pochwały krytyków.

## Postacie towarzyszące
O ile większość postaci pojawiających się w powieściach z Poirotem zmienia się, to istnieje kilka, które często mu towarzyszą:
- Arthur Hastings, którego spotyka wkrótce po przybyciu do Anglii, zostaje jego bliskim przyjacielem i współpracownikiem; ten swoisty dr Watson dla Herkulesa Poirota pojawia się w większości opowiadań i ośmiu powieściach,
- Ariadne Oliver, autorka powieści kryminalnych, humorystyczna karykatura samej Agaty Christie,
- panna Felicity Lemon, sekretarka Poirota,
- inspektor Japp ze Scotland Yardu,
- Vera Rossakoff, jedyna kobieta, w której Poirot się naprawdę zakochał,
- pułkownik Race, bliski przyjaciel Poirota, występuje z nim w 3 książkach,
- George – służący Poirota.

## Powieści z Herkulesem Poirotem
- 1920 Tajemnicza historia w Styles (The Mysterious Affair at Styles)
- 1923 Morderstwo na polu golfowym (Murder on the Links)
- 1926 Zabójstwo Rogera Ackroyda (The Murder of Roger Ackroyd)
- 1927 Wielka czwórka (The Big Four)
- 1928 Tajemnica Błękitnego Expressu (The Mystery of the Blue Train)[a]
- 1932 Samotny Dom (Peril at End House)
- 1933 Śmierć lorda Edgware’a (Lord Edgware dies)
- 1934 Morderstwo w Orient Expressie (Murder on the Orient Express)
- 1934 Czarna kawa (Black coffee) (pierwotnie sztuka teatralna)
- 1935 Tragedia w trzech aktach (Three Act Tragedy)
- 1935 Śmierć w chmurach (Death in the Clouds)
- 1936 A.B.C. (The ABC Murders)
- 1936 Morderstwo w Mezopotamii (Murder in Mesopotamia)
- 1936 Karty na stół (Cards on the Table)
- 1937 Śmierć na Nilu (Death on the Nile)
- 1937 Niemy świadek (Dumb Witness)
- 1938 Rendez-vous ze śmiercią (Appointment with Death)
- 1939 Boże Narodzenie Herkulesa Poirota (Hercule Poirot's Christmas)
- 1941 Pierwsze, drugie... zapnij mi obuwie (One, Two, Buckle my Shoe)
- 1940 Zerwane zaręczyny (Sad Cypress)
- 1941 Zło, które żyje pod słońcem (Evil under the Sun)
- 1942 Pięć małych świnek (Five little pigs)
- 1946 Niedziela na wsi (The Hollow)
- 1948 Pora przypływu (There is a Tide) (także znana jako Taken at the Flood)
- 1952 Pani McGinty nie żyje (Mrs McGinty's dead)
- 1953 Po pogrzebie (After the Funeral)
- 1955 Entliczek pentliczek (Hickory Dickory Dock)
- 1956 Zbrodnia na festynie (Dead Man’s Folly)
- 1959 Kot wśród gołębi (Cat Among the Pigeons)
- 1963 Przyjdź i zgiń (The Clocks)
- 1966 Trzecia lokatorka (Third Girl)
- 1969 Wigilia Wszystkich Świętych (Hallowe'en Party)
- 1972 Słonie mają dobrą pamięć (Elephants can remember)
- 1976 Kurtyna (Curtain)

### Powieści autorstwaSophie Hannah, autoryzowane przez rodzinę i wydawców Agathy Christie
- 2014 Inicjały zbrodni (The Monogram Murders)
- 2016 Zamknięta trumna (Closed Casket)
- 2018 Zagadka Trzech Czwartych (The Mystery of Three Quarters)
- 2020 Morderstwa w Kingfisher Hill (The Killings at Kingfisher Hill)
- 2023 Cicha noc Herkulesa Poirota (Hercule Poirot’s Silent Night)

## Opowiadania z Herkulesem Poirotem
- 1924 Poirot prowadzi śledztwo (Poirot Investigates)

Gwiazda Zachodu (The Adventure of the Western Star)
Tragedia w Marsdon Manor (The Tragedy at Marsdon Manor)
Perypetie z tanim mieszkaniem (The Adventure of the Cheap Flat)
Tajemnica Hunter's Lodge (The Mystery of Hunter's Lodge)
Kradzież obligacji za milion dolarów (The Million Dollar Bond Robbery)
Tajemnica egipskiego grobowca (The Adventure of the Egyptian Tomb)
Kradzież w hotelu Grand Metropolitan (The Jewel Robbery at the Grand Metropolitan)
Porwanie premiera (The Kidnapped Prime Minister)
Zniknięcie pana Davenheima (The Disappearance of Mr Davenheim)
Sprawa włoskiego arystokraty (The Adventure of the Italian Nobleman)
Zaginiony testament (The Case of the Missing Will)
- 1936 Poirot and the Regatta Mystery[b]
- 1937 Morderstwo w zaułku (Murder in the Mews)

Morderstwo w zaułku (Murder in the Mews)
Niewiarygodna kradzież (The Incredible Theft)
Lustro nieboszczyka (Dead Man’s Mirror)
Trójkąt na Rodos (Triangle at Rhodes)
- 1947 Dwanaście prac Herkulesa (The Labours of Hercules)

Lew z Nemei (The Nemean Lion)
Hydra lernejska (The Lernaean Hydra)
Łania ceryntyjska (The Arcadian Deer)
Dzik z Erymantu (The Erymanthian Boar)
Stajnie Augiasza (The Augean Stables)
Ptaki stymfalijskie (The Stymphalean Birds)
Byk kreteński (The Cretan Bull)
Klacze Diomedesa (The Horses of Diomedes)
Pas Hipolity (The Girdle of Hyppolita)
Stado Gerionesa (The Flock of Geryon)
Jabłka Hesperyd (The Apples of Hesperides)
Pojmanie Cerbera (The Capture of Cerberus)
- 1960 Tajemnica gwiazdkowego puddingu (The Adventure of the Christmas Pudding)

Tajemnica gwiazdkowego puddingu (The Adventure of the Christmas Pudding)
Zagadka hiszpańskiej skrzyni (The Mystery of the Spanish Chest)
Popychadło (The Under Dog)
Dwadzieścia cztery kosy (Four and Twenty Blackbirds)
Sen (The Dream)
- 1974 Wczesne sprawy Poirota (Poirot's Early Cases)

Wypadki na Balu Zwycięstwa (The Affair at the Victory Ball)
Przygoda kucharki z Clapham (The Adventure of the Clapham Cook)
Zagadka z Kornwalii (The Cornish Mystery)
Przygoda Johnniego Waverly (The Adventure of Johnnie Waverly)
Podwójny trop (The Double Clue)
Król Trefl (The King of Clubs)
Dziedzictwo Lemesurierów (The Lemesurier Inheritance)
Zaginiona kopalnia (The Lost Mine)
Ekspres do Plymouth (The Plymouth Express)
Bombonierka (The Chocolate Box)
Projekt okrętu podwodnego (The Submarine Plans)
Mieszkanie na trzecim piętrze (The Third Floor Flat)
Podwójna wina (Double Sin)
Tajemnica Market Basing (The Market Basing Mystery)
Gniazdo os (Wasps' Nest)
Dama z woalką (The Veiled Lady)
Na pełnym morzu (Problem at Sea)
Jak rosną kwiaty w pani ogródku? (How Does Your Garden Grow?)
- 1991 Detektywi w służbie miłości (Problem at Pollensa Bay and Other Stories)

Drugi gong (The Second Gong)
Żółty irys (Yellow Iris)
- 1997 Dopóki starczy światła (While the Lights Last and Other Stories)

Bożonarodzeniowa przygoda (Christmas Adventure)
Tajemnica bagdadzkiego kufra (The Mystery of the Baghdad Chest)
- 2009 Pojmanie Cerbera (The Capture of Cerberus)[i]
- 2009 The Incident of the Dog's Ball
- 2014 Hercule Poirot and the Greenshore Folly

## Filmy z Herkulesem Poirotem
Wiele powieści z Poirotem zostało przeniesionych na ekran. W postać detektywa wcielili się m.in. Tony Randall (A.B.C., 1965), Albert Finney (Morderstwo w Orient Expressie), Alfred Molina (w późniejszej ekranizacji tej samej noweli) Peter Ustinov (Śmierć na Nilu i inne), Kenneth Branagh (Morderstwo w Orient Expressie, Śmierć na Nilu, Duchy w Wenecji) i John Malkovich (miniserial A. B. C.). Na podstawie zagadek z różnych powieści i opowiadań powstał w latach 90. serial telewizyjny Poirot z Davidem Suchetem w roli głównej. Niektórzy uważają, że Suchet wykreował w tym serialu postać najbliższą stworzonej przez Agatę Christie.

### Filmy z Peterem Ustinovem
- Śmierć na Nilu / Death on the Nile (1978)
- Zło czai się wszędzie / Evil Under the Sun (1982)
- Śmierć lorda Edgware’a / Thirteen at Dinner (1985) (wystąpił tutaj także David Suchet)
- Altanka nieboszczyka / Dead Man’s Folly (1986)
- Tragedia w trzech aktach / Murder in Three Acts (1986)
- Rendez-vous ze śmiercią / Appointment with Death (1988)

### SerialPoirotz Davidem Suchetem
| Sezon 1: - 01. Przygoda kucharki z Clapham / The Adventure of the Clapham Cook (1989) - 02. Morderstwo w zaułku / Murder in the Mews (1989) - 03. Przygoda Johniego Waverly / The Adventure of Johnnie Waverly (1989) - 04. Dwadzieścia cztery kosy / Four and Twenty Blackbirds (1989) - 05. Mieszkanie na trzecim piętrze / The Third Floor Flat (1989) - 06. Trójkąt na Rodos / Triangle at Rhodos (1989) - 07. Zagadka na morzu / Problem at Sea (1989) - 08. Niewiarygodna kradzież / The Incredible Theft (1989) - 09. Król trefl / The King of Clubs (1989) - 10. Sen / The Dream (1989) Sezon 2: - 11. Samotny Dom / Peril at End House (1990) - 12. Dama w woalce / The Veiled Lady (1990) - 13. Zaginiona kopalnia / The Lost Mine (1990) - 14. Zagadka z Kornwalii / The Cornish Mystery (1990) - 15. Zniknięcie pana Davenheima / The Disappearance of Mr. Davenheim (1990) - 16. Podwójny grzech / Double Sin (1990) - 17. Perypetie z tanim mieszkaniem / The Adventure of the Cheap Flat (1990) - 18. Porwanie premiera / The Kidnapped Prime Minister (1990) - 19. Gwiazda zachodu / The Adventure of the Western Star (1990) - 20. Tajemnicza historia w Styles / The Mysterious Affair at Styles (1990) Sezon 3: - 21. Co masz w swoim ogródeczku? / How Does Your Garden Grow? (1991) - 22. Kradzież obligacji za milion dolarów / The Million Dollar Bond Robbery (1991) - 23. Express do Plymouth / The Plymouth Express (1991) - 24. Gniazdo os / Wasps' Nest (1991) - 25. Tragedia w Marsdon Manor / The Tragedy at Marsdon Manor (1991) - 26. Podwójny trop / The Double Clue (1991) - 27. Tajemnica hiszpańskiego kufra / The Mystery of the Spanish Chest (1991) - 28. Kradzież królewskiego rubinu / The Theft of the Royal Ruby (1991) - 29. Morderstwo na Balu Zwycięstwa / The Affair at the Victory Ball (1991) - 30. Tajemnica Hunter's Lodge / The Mystery of Hunter's Lodge (1991) Sezon 4: - 31. A.B.C. morderstwa (A.B.C.) / The A.B.C. Murders (1992) - 32. Śmierć w chmurach / Death in the Clouds (1992) - 33. Pierwsze, drugie... zapnij mi obuwie / One, Two, Buckle My Shoe (1992) Sezon 5: - 34. Tajemnica egipskiego grobowca / The Adventure of the Egyptian Tomb (1993) - 35. Przegrany gość / The Underdog (1993) - 36. Żółty Irys / The Yellow Iris (1993) - 37. Zaginiony testament / The Case of the Missing Will (1993) - 38. Sprawa włoskiego arystokraty / The Adventure of the Italian Nobleman (1993) - 39. Bombonierka / The Chocolate Box (1993) - 40. Lustro nieboszczyka / Dead Man’s Mirror (1993) - 41. Kradzież w hotelu Grand Metropolitan / Jewel Robbery at the Grand Metropolitan (1993) | Sezon 6: - 42. Boże Narodzenie Herkulesa Poirota / Hercule Poirot's Christmas (1994) - 43. Entliczek pentliczek / Hickory Dickory Dock (1995) - 44. Morderstwo na polu golfowym / Murder on the Links (1996) - 45. Niemy świadek / Dumb Witness (1996) Sezon 7: - 46. Zabójstwo Rogera Ackroyda / The Murder of Roger Ackroyd (2000) - 47. Śmierć lorda Edgware’a / Lord Edgware Dies (2000) Sezon 8: - 48. Morderstwo w Mezopotamii / Murder in Mesopotamia (2001) - 49. Zło czai się pod słońcem / Evil Under the Sun (2001) Sezon 9: - 50. Poirot: Pięć małych świnek / Five Little Pigs (2003) - 51. Poirot: Zerwane zaręczyny / Sad Cypress (2003) - 52. Poirot: Śmierć na Nilu / Death on the Nile (2004) - 53. Poirot: Niedziela na wsi / The Hollow (2004) Sezon 10: - 54. Poirot: Zagadka Błękitnego Ekspresu / The Mystery of the Blue Train (2006) - 55. Poirot: Karty na stół / Cards on the Table (2006) - 56. Poirot: Po pogrzebie / After the Funeral (2006) - 57. Poirot: Pora przypływu / Taken at the Flood (2006) Sezon 11: - 58. Poirot: Pani McGinty nie żyje / Mrs McGinty's Dead (2008) - 59. Poirot: Kot wśród gołębi / Cat Among the Pigeons (2008) - 60. Poirot: Trzecia lokatorka / Third Girl (2008) - 61. Poirot: Rendez-vous ze śmiercią / Appointment with Death (2008) Sezon 12: - 62. Poirot: Przyjdź i zgiń / The Clocks (2009) - 63. Poirot: Tragedia w trzech aktach / Three Act Tragedy (2010) - 64. Poirot: Wigilia Wszystkich Świętych / Halloween Party (2010) - 65. Poirot: Morderstwo w Orient Expressie / Murder in the Orient Express (2010) Sezon 13: - 66. Poirot: Słonie mają dobrą pamięć / Elephants Can Remember (2013) - 67. Poirot: Wielka czwórka / The Big Four (2013) - 68. Poirot: Dwanaście prac Herkulesa / The Labours of Hercule (2013) - 69. Poirot: Zbrodnia na festynie / Dead Man’s Folly (2013) - 70. Poirot: Kurtyna / Curtain (2013) |